# Murallas de la antigua ciudad de Kano
Las murallas de la antigua ciudad de Kano (en hausa: Kofar Na'isa) eran las antiguas fortificaciones defensivas construidas para proteger a los habitantes de Kano. Su construcción se realizó inicialmente entre 1095 y 1134 y fue completada a mediados del siglo XIV. Fueron descritas como «el monumento más impresionante de África occidental».

## Historia
Las murallas de la antigua ciudad de Kano se construyeron como un muro defensivo con la construcción de los cimientos establecidos por Sarki Gijimasu (r. 1095-1134), el tercer rey del Reino de Kano en la Crónica real. A mediados del siglo XIV, durante el reinado de Zamnagawa, se completó la muralla antes de que se ampliara aún más durante el siglo XVI. Según los historiadores, el entonces gobernador general de la Colonia y Protectorado de Nigeria, Frederick Lugard, escribió en un informe de 1903 sobre los muros de Kano que «nunca había visto nada igual en África» después de capturar la antigua ciudad de Kano junto con fuerzas británicas.

## Estructura
Están formadas por la colina Dala, donde se fundó, el mercado Kurmi y el palacio del Emir.
Originalmente tenían una altura estimada de 30 a 50 pies y alrededor de 40 pies de espesor en la base con 15 puertas a su alrededor.